# مسون (تنسی)
مسون(به انگلیسی: McEwen) شهری در ایالت تنسی کشور ایالات متحده آمریکا است که جمعیت آن در سرشماری سال ۲۰۱۰ میلادی، ۱٬۷۵۰ نفر بوده‌است.